# Joan Pera
Joan Pera (Mataró, Barcelona, 27 de septiembre de 1948) es un actor y actor de doblaje español. Es conocido por doblar a Woody Allen y a Rowan Atkinson, entre otros.
Ha trabajado toda su vida para el espectáculo, gran parte de ella para el teatro, casi siempre dentro del género de la comedia, donde ha compartido durante muchos años escenario con el actor andaluz Paco Morán, con quien tuvo uno de sus mayores éxitos teatrales representando la La extraña pareja de Neil Simon en el teatro Borrás de Barcelona, desde 1994 hasta 1999: cinco años consecutivos en cartel. Ese mismo año, representaba con el mismo actor la comedia La jaula de las locas, de Jean Poiret.
También ha realizado papeles para series de televisión, generalmente para Cataluña, y algún que otro largometraje.
Es conocido, en su faceta de actor de doblaje, por doblar al español y catalán al actor neoyorquino Woody Allen. Gracias a su voz peculiar, durante más de dos décadas ha dotado de gran personalidad a cada neura excéntrica de Allen, el cual le está muy agradecido y le ofreció un pequeño papel en la película que rodó durante el verano de 2007 en España, titulada Vicky Cristina Barcelona.
La temporada 2002/03 presentó, junto a su hijo Roger Pera el programa Partint peres, en la emisora catalana COM Ràdio.
Desde el 12 de septiembre de 2014 vuelve a presentar, esta vez en el Teatro Condal de Barcelona, La extraña pareja, con Antonio Dechent en el papel de Óscar.
En 2015, le fue concedida la Creu de Sant Jordi, "por ser considerado uno de los más populares en el mundo del espectáculo en Cataluña".
En 2018 ganó el premio al mejor actor en un largo programa de ficción en el Festival Internacional de Televisión de Montecarlo por su interpretación del violonchelista Pau Casals en la película española La fuerza de un silencio de Manuel Huerga.

## Filmografía principal

### Como actor de doblaje
Voz de Woody Allen en:
- Historias de Nueva York (1989) - Sheldon Mills
- Delitos y faltas (1989) - Cliff Stern
- Sombras y niebla (1992) - Max Kleinman
- Maridos y mujeres (1992) - Gabe Roth
- Misterioso asesinato en Manhattan (1993) - Larry Lipton
- Los USA en zona rusa (1994) - Walter Hollander
- Poderosa Afrodita (1995) - Lenny Weinrib
- La pareja chiflada (1995) - Al Lewis
- Todos dicen I love you (1996) - Joe Berlin
- Desmontando a Harry (1997) - Harry Block
- The Impostors (1998) - Director de audición
- Acordes y desacuerdos (1999) - Él mismo
- Woody Allen: La vida y nada más (2000) - Él mismo
- Granujas de medio pelo (2000) - Ray Winkler
- Cachitos picantes (2000) - Tex Cowley
- Lío en la Habana (2000) - Lowther
- La maldición del escorpión de jade (2001) - C.W. Briggs
- Un final Made in Hollywood (2002) - Val Waxman
- Todo lo demás (2003) - David Dobel
- Scoop (2006) - Sid Waterman
- A Roma con amor (2012) - Jerry
- Paris Manhattan (2012) - Él mismo
- Aprendiz de Gigoló (2013) - Murray
- Café Society (2016) - Narrador
- Crisis in Six Scenes (2017) - Sidney J. Muntzinger

Voz de Rowan Atkinson en:
- Cuatro bodas y un funeral (1994) - Padre Gerald
- Ratas a la carrera (2001) - Enrico Pollini
- Johnny English (2003) - Johnny English
- Love Actually (2003) - Rufus, el joyero
- Secretos de familia (2005) - Reverendo Walter Goodfellow
- Las vacaciones de Mr. Bean (2007) - Mr. Bean
- Johnny English Returns (2011) - Johnny English
- Johnny English: De nuevo en acción (2018) - Johnny English
- El hombre contra la abeja (2022) - Trevor
- Wonka (2023) - Padre Julius

Voz en anime
- Cowboy Bebop (1998) - Spike Spiegel

### Como actor

#### Cine
- 1982: La rebelión de los pájaros, de Lluís Josep Comerón.
- 1983: Un genio en apuros, de Lluís Josep Comerón.
- 2008: Vicky Cristina Barcelona, de Woody Allen.
- 2008: Forasters, de Ventura Pons.
- 2009: Xtrems, de Abel Folk y Joan Riedweg.
- 2011: 23-F: la película, de Chema de la Peña.
- 2017: La fuerza de un silencio, de Manuel Huerga.
- 2018: Yucatán, de Daniel Monzón.

#### Televisión
- 1979: Doctor Caparrós, medicina general
- 2006-2007: El cor de la ciutat
- 2011: Cheers
- 2012: El retablo del flautista (El retaule del flautista)